# スチューベン・グラス

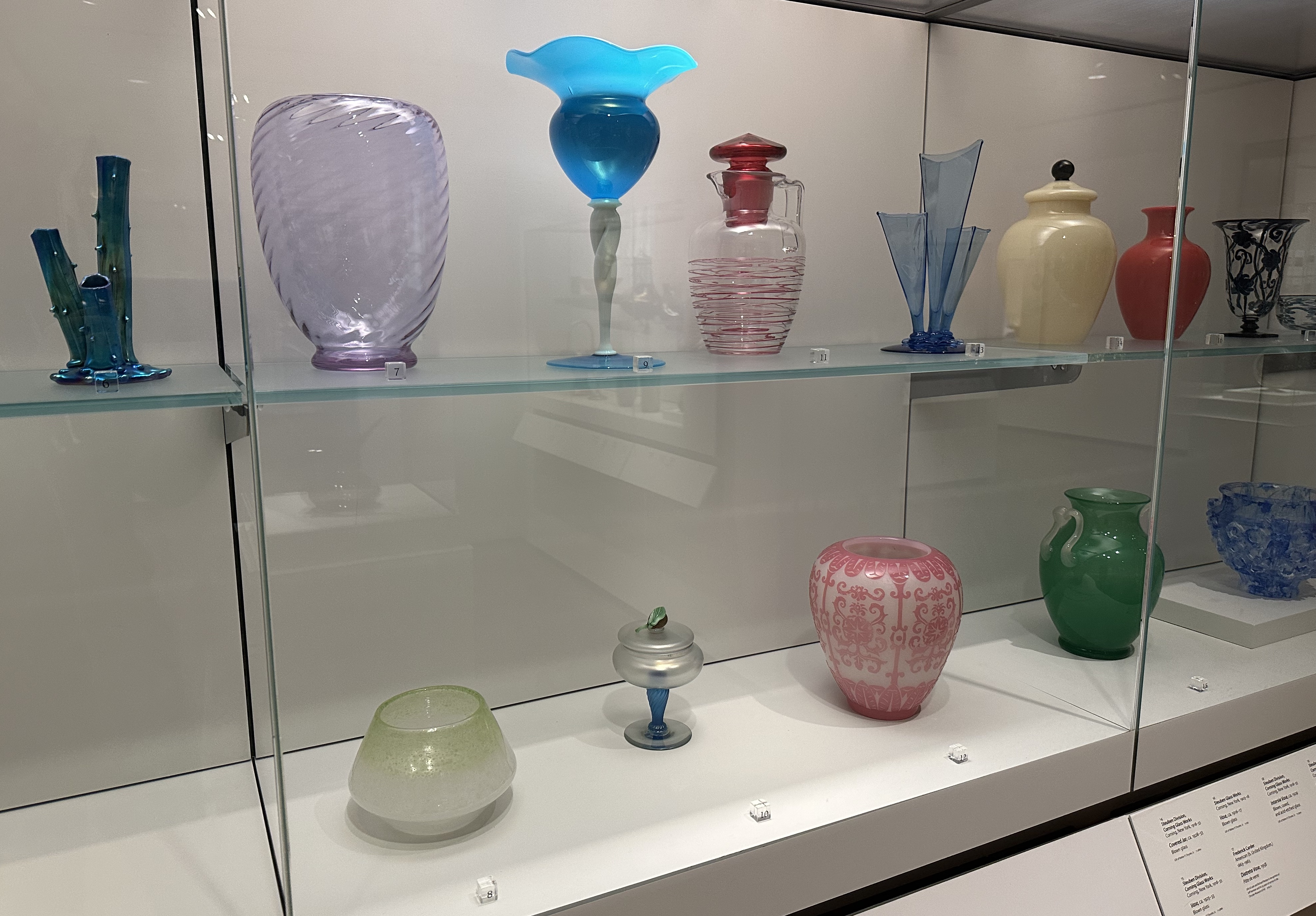
スチューベン・グラスの作品（クライスラー美術館）

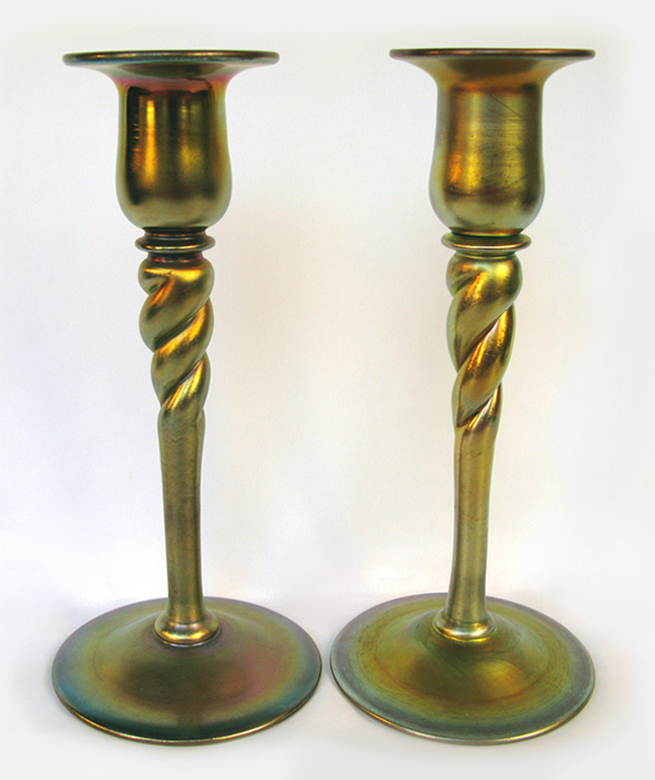
フレデリック・カーダー作のろうそく立て（1913年ごろ）

スチューベン・グラス（英語: Steuben Galss Works）は、1903年の夏にフレデリック・カーダー（Frederick Carder）とトーマス・G・ホークスによって米国ニューヨーク州スチューベン郡コーニング  に設立されたアート・ガラスのメーカーである。

## 歴史
チューベン・グラス社の創立者のひとり、トーマス・G・ホークスは、当時ニューヨーク州コーニングで操業していた最大のカット・ガラス会社のオーナーであった。もうひとりの創業者のフレデリック・カーダーはイギリス人 (1863年9月18日生まれ) で、イギリスのStevens & Williams社でガラスをデザインする長年の経験があった。ホークスは切断工場用にガラスのブランクをさまざまなソースから購入し、最終的にはブランクを自分で製造する工場を設立したいと考えていた。彼はカーダーに米国コーニングに来てそのような工場を管理するよう説得したところ、イギリスの会社で昇進を見送られていたカーダーは、それに同意した。
スチューベン・グラス社はカーダーの時代（1903-1932年）およびその後のホウトン（Arthur A. Houghton Jr.）の時代（1933–2012年）を経て、様々な作品を世に問うた。第一次世界大戦中にはガラス材料の入手が困難になり、1918年にコーニングの傘下に入った。1932年には大恐慌の影響を受けて、社長はホウトンに代わった。
1937年、パリ万博で金賞を受賞し、その作品に画家アンリ・マチスが注目して、その他著名なアーチストのジャン・コクトー、サルバドール・ダリ、イサム・ノグチなどがガラス工芸の原画を手がけ、世界的なブランドとなった。1947年、ハリー・トルーマン大統領がイギリスのエリザベス2世王女の成婚祝いに贈呈してから、歴代アメリカ大統領の公式贈呈品にも用いられるようになった。
しかし第二世世界大戦後も、アート・ガラスの分野のビジネスは困難な時期が続いた。2008年7月には、スチューベン・グラス社は親会社のコーニング社によってオハイオ州コロンバスに本部のショッテンシュテイン・ストア（Schottenstein Stores）に非公開価格で売却された。
2011年、ショッテンシュテイン・ストアはスチューベン・ガラス社を閉鎖して、その108年の歴史を閉じると発表した。まもなく、コーニング社はスチューベンのブランド名を買い、2014年にはコーニング・ガラス博物館（Corning Museum of Glass）がこれまでの鉛ガラスのデザインの作品を、新しい無鉛ガラスで独立会社に委託製造を続けるとした。